# O Val (Rubiana)
O Val es un lugar situado en la parroquia de Rubiana, del municipio español de Rubiana, en la provincia de Orense, Galicia.

## Demografía
| Gráfica de evolución demográfica de O Val entre 2000 y 2023 |
|                                                             |
| Datos según el nomenclátor publicado por el INE.            |